# Бахмуцкий, Владимир Павлович
Владимир Павлович Бахмуцкий (1876—1958) — русский военный  деятель, подполковник Генерального штаба (1917). Герой Первой мировой войны, участник Гражданской войны и Второй мировой войны.

## Биография
В 1898 году после окончания Виленского военного училища по II разряду произведён в подпрапорщики и выпущен в Пермский 101-й пехотный полк. В 1899 году произведён в подпоручики, в 1903 году в поручики,  в 1907 году  в штабс-капитаны.
В 1912 году окончил Николаевскую академия Генерального штаба по I разряду.  С 1914 года участник Первой мировой войны, капитан Пермского 101-го пехотного полка с причислением к Генеральному штабу. Высочайшим приказом от 12 июля 1915 года за храбрость награждён Георгиевским оружием :
101-го Пермского полка, состоявшему в штабе 40-й пехотной дивизии, Владимиру Бахницкому за то, что, исполняя должность старшего адъютанта штаба сводного отряда генерал-лейтенанта Кроткевича, во время прорыва немцев между д.д. Гулки и Доманевице и в последующих боях с 21-го февраля по 10-е марта 1915 года принимал энергичное участие в боевых операциях и подвергая свою жизнь явной опасности, своей самоотверженной деятельностью, по засвидетельствованию своего начальства, действительно содействовал достижению цели, поставленной отряду
С 1915 года старший адъютант штаба 10-й пехотной дивизии. С 1917 года подполковник, и.д. штаб-офицера для поручений при штабе 5-го армейского корпуса и  старший адъютант Отдела генерал-квартирмейстера штаба Особой армии.
После Октябрьской революции 1917 года в составе белого движения в Добровольческой армии и ВСЮР. С 1919 года в эмиграции в Югославии. С 1941 года служил в Русском корпусе. С 1945 года жил в США, умер 31 августа 1958 года в Лос-Анджелесе.

## Награды
- Орден Святого Станислава 3-й степени с мечами и бантом (ВП 08.09.1906; ВП 17.01.1915)
- Орден Святой Анны 3-й степени с мечами и бантом (Мечи — ВП 23.02.1917)
- Орден Святого Станислава 2-й степени с мечами (Мечи — ВП 01.08.1916)
- Орден Святой Анны 4-й степени «За храбрость» (ВП 17.01.1915)
- Орден Святого Владимира 4-й степени с мечами и бантом (ВП 28.02.1915)
- Георгиевское оружие (ВП 12.07.1915)